# Richard B. Spencer
Richard Bertrand Spencer (Boston, 11 de mayo de 1978) es un politólogo, filósofo neonazi, ateo,teórico de la conspiración antisemita y supremacista blanco estadounidense. Es el presidente del Instituto de Política Nacional (en inglés, National Policy Institute, NPI), un think tank de supremacistas blancos, y de la editorial de nacionalismo blanco Washington Summit Publishers Spencer rechaza la etiqueta de supremacista blanco y se considera un nacionalista blanco o identitario blanco. Spencer creó el término "alt-right", que considera un movimiento sobre "identidad blanca". Spencer aboga por la unidad blanca europea y una "limpieza étnica pacífica" de los no blancos de Estados Unidos, critica el euroescepticismo y aboga por la creación de un etno-estado blanco que esté abierto a todos los "europeos raciales", que Spencer considera una reconstitución del Imperio Romano.
Spencer ha sido descrito como un neonazi y se ha comportado públicamente con la retórica nazi en múltiples ocasiones. A principios de 2016, Spencer fue filmado dando el saludo nazi a Milo Yiannopoulos en un bar de karaoke. En las semanas siguientes a las elecciones presidenciales de 2016 en Estados Unidos, en una conferencia de su Instituto de Política Nacional, Spencer citó a la propaganda nazi y denunció a los judíos. En respuesta a su grito "¡Hail Trump, hail nuestra gente, hail victoria!", varios de sus partidarios hicieron el saludo nazi y cantaron de manera similar al canto de Sieg Heil utilizado en los mítines de los nazis en Núremberg.
Spencer promueve sus puntos de vista a través de la escritura, las apariciones en los medios de comunicación y las visitas guiadas de la universidad. Fue un orador destacado en el mitin de Unite the Right, durante el cual un partidario de la extrema derecha condujo su auto a un grupo de contramanifestantes, matando a uno y mutilando a otros dos. Spencer niega cualquier papel o culpabilidad en el ataque, pero ha sido demandado por presuntamente actuar como un "jefe de la pandilla" en Charlottesville e incitar al asesinato. Después de que otros tres partidarios de Spencer fueron acusados de intento de homicidio tras el discurso de Spencer en octubre de 2017 en la Universidad de Florida, Ohio State y varias otras universidades cancelaron las apariciones de Spencer, describiendo su presencia como una amenaza para la seguridad pública. En 2018, Spencer suspendió su gira universitaria indefinidamente.
La mayoría de las naciones europeas, incluido todo el espacio de Schengen y las naciones con gobiernos nacionalistas o etno-nacionalistas, han prohibido a Spencer y condenado su mensaje. Polonia, en particular, ha intentado en repetidas ocasiones prohibir la entrada de Spencer en Europa, citando la retórica nazi de Spencer y el genocidio de los pueblos eslavos por parte de los nazis durante la Segunda Guerra Mundial.

## Biografía

### Primeros años
Spencer nació en Boston (Massachusetts) hijo del oftalmólogo Rand Spencer y Sherry Spencer (Dickenhorst de soltera), una heredera de granjas de algodón en Luisiana. Creció en Preston Hollow (Dallas, Texas). En 1997, se graduó de la Escuela de San Marcos de Texas.

### Estudios
Comenzó sus estudios universitarios en la Universidad Colgate en la que solo permaneció un año: "Estaba realmente interesado en las pequeñas universidades de artes liberales, pero no era para mí, así que me transferí a la Universidad de Virginia en mi segundo año, y allí estaba muy feliz". En 2001, Spencer recibió una Licenciatura (B.A.) en Literatura inglesa e Historia de la música de la Universidad de Virginia, en donde dijo haber sido influenciado por Richard Wagner y especialmente por La genealogía de la moral de Friedrich Nietzsche. Durante su estadía en la Universidad de Chicago (egresando con un M.A. en Humanidades) estudió con el filósofo Robert B. Pippin quien, en palabras de Spencer, "lo influenció bastante". Otro de sus profesores fue Gopal Balakrishnan, académico especializado en el pensamiento del filósofo nazi Carl Schmitt, quien en una ocasión le dijo "eres un fascista te guste o no, y no importa cuanto intentes ocultármelo" y le instó a leerlo (Spencer aún no conocía al jurista alemán). Egreso en 2001 con una tesis sobre el filósofo frankfurtiano Theodor Adorno. Pasó el verano de 2005 y 2006 en el Institute Vienna Circle. De 2005 a 2007, fue estudiante de doctorado en Historia intelectual europea moderna en la Universidad de Duke bajo la supervisión de Michael Allen Gillespie, y en donde fue miembro de la Unión Conservadora de Duke. Su sitio web dice que dejó Duke University "para perseguir una vida de crimental".

### Activismo político
De marzo a diciembre de 2007, Spencer fue editor asistente en la revista The American Conservative. Según el editor fundador Scott McConnell, Spencer fue despedido de The American Conservative porque sus opiniones eran consideradas demasiado extremas. De enero de 2008 a diciembre de 2009, fue editor ejecutivo de la Revista Taki, una página libertaria.
En marzo de 2010, Spencer fundó AlternativeRight.com, un sitio web que editó hasta 2012. Ha declarado que creó el término alt-right.
En enero de 2011, Spencer también se convirtió en presidente y director del Instituto de Política Nacional, un think tank previamente establecido en Virginia y Montana. George Hawley, profesor asistente de ciencias políticas en la Universidad de Alabama, ha descrito a NPI como "bastante oscuro y marginado" hasta que Spencer se convirtió en su presidente.
En 2014, el National Policy Institute celebró una conferencia en Budapest, Hungría, a la que el gobierno húngaro respondió amenazando con arrestar y deportar a cualquiera que asistiera a la conferencia. Greg Johnson, que había planeado asistir, canceló estos planes y solicitó un reembolso de sus cuotas de inscripción. Sin dejarse intimidar por las amenazas del gobierno húngaro, Spencer llevó a cabo la conferencia de todos modos, después de lo cual fue arrestado y baneado de Hungría durante varios años. Greg Johnson posteriormente escribió a Spencer que la "gota final" para él "... fue el desastroso mal manejo de Richard en la conferencia de Budapest. Cuando un gobierno extranjero le dice que su conferencia está prohibida y que la policía tomará las medidas necesarias para asegurarse que no tenga lugar, no puedes protestar". Johnson también atacó a la esposa de Spencer, Nina Kouprianova, argumentando que ella estaba controlando las acciones de su esposo y que no era una nacionalista blanca.
El 15 de enero de 2017 (fecha de nacimiento de Martin Luther King Jr.), Spencer lanzó AltRight.com, otro sitio web de comentarios para miembros de la alt-right. El Southern Poverty Law Center describe el hilo conductor entre los consumidores al antisemitismo en lugar del nacionalismo blanco o el supremacismo blanco en general.
El 23 de febrero de 2017, Spencer fue excluido de la Conservative Political Action Conference donde estaba dando declaraciones a la prensa. Un portavoz de CPAC dijo que fue sacado del evento porque otros miembros lo encontraron "repugnante".
El 13 de mayo de 2017, Spencer encabezó una protesta con antorchas en Charlottesville, Virginia, contra el voto del consejo municipal para quitar una estatua de Robert E. Lee, el comandante del ejército confederado del norte de Virginia durante la guerra civil estadounidense Spencer dirigió a la multitud con cánticos de "No nos reemplazarás" y "Sangre y tierra". Michael Signer, el alcalde de Charlottesville, calificó la protesta de "horrible" y declaró que era "profundamente ignorante" o que tenía la intención de infundir miedo entre las minorías "de una manera que recuerda los días del KKK".
En agosto de 2017, Spencer apareció en carteles que promocionaban el mitin de Unite the Right en Charlottesville, Virginia, que se convirtió en una confrontación notoria y violenta.

### Gira por universidades
Después de que otros tres partidarios de Spencer fueron acusados de intento de homicidio tras el discurso de Spencer en octubre de 2017 en la Universidad de Florida, Ohio State y varias otras universidades cancelaron las apariciones de Spencer, describiendo su presencia como una amenaza para la seguridad pública. En 2018, Spencer suspendió su gira universitaria indefinidamente.

## Opiniones

### Identidad blanca
Spencer cree en el orgullo blanco y la unificación de una "raza blanca" paneuropea en un "potencial imperio racial" que se asemeja al Imperio Romano. En una entrevista con CNN, fue criticado por una aparente inconsistencia o falta de claridad en su definición de blanco, con su entrevistador señalando que Spencer definió a los sirios como blancos en el contexto del rol de Steve Jobs en el desarrollo del iPhone, pero los describió como presencia no blanca en Europa en el contexto de la crisis de los refugiados sirios.
En 2013, la Liga Anti-Difamación calificó a Spencer como un líder en círculos de supremacía blanca y dijo que después de dejar The American Conservative rechazó el conservadurismo porque creía que sus seguidores "no pueden o no representarán intereses explícitamente blancos".
En una entrevista en la que se le preguntó si condenaría al Ku Klux Klan y a Adolf Hitler, se negó diciendo: "No voy a jugar este juego", al tiempo que afirmó que Hitler había "hecho cosas que creo que son despreciables", sin explicar a qué cosas se estaba refiriendo.

### Crítica del etnonacionalismo, apoyo al imperio racial blanco
Según el Southern Poverty Law Center, Spencer abogó por una patria blanca para una "raza blanca desposeída" y pidió una "limpieza étnica pacífica" para detener la "deconstrucción" de lo que él describe como "cultura blanca". Para este fin, ha apoyado lo que ha llamado "la creación de un Etno-Estado Blanco en el continente norteamericano", un "ideal" que ha considerado como una "reconstitución del Imperio Romano".
Se considera como un "sionista blanco", siendo Israel un "estado étnico" según él.

### Donald Trump
Spencer apoyó a Donald Trump en las elecciones presidenciales estadounidenses de 2016 y calificó la elección de Trump como "la victoria de la voluntad", una frase que evoca el título del Triunfo de la Voluntad de Leni Riefenstahl (1935), una película de propaganda de la era Nazi. Tras el nombramiento de Trump de Steve Bannon como estratega jefe de la Casa Blanca y consejero sénior, Spencer dijo que Bannon estaría en "la mejor posición posible" para influir en la política.

### Mujeres
Durante las elecciones presidenciales de los Estados Unidos en 2016, Spencer tuiteó que a las mujeres no se les debería permitir hacer política exterior. También declaró en una entrevista con el Washington Post que su visión de Estados Unidos como un etnoestado incluía a las mujeres en roles de madres y amas de casa. En octubre de 2017, cuando se le preguntó su opinión sobre las mujeres estadounidenses con derecho a voto, dijo: "No necesariamente creo que eso sea algo genial" después de afirmar que no estaba "terriblemente entusiasmado" con la votación en general.

### Homosexualidad
Spencer se opone al matrimonio entre personas del mismo sexo.

### Aborto
Spencer apoya el acceso legal al aborto, en parte porque cree que reduciría el número de personas negras e hispanas, lo que dice que sería una "gran bendición" para las personas blancas.

## Vida personal
Estuvo separado de su esposa georgiano-ruso-estadounidense, Nina Kouprianova, en octubre de 2016; en abril de 2017, Spencer dijo que él y su esposa no estaban separados y todavía están juntos. Kouprianova ha traducido varios libros escritos por Aleksandr Dugin, un analista político ruso conocido por sus opiniones fascistas.